# Lišáci
Lišáci byl mužský vokální kvartet působící ve 40. a 50. letech 20. století.
Původně vznikl v trampské osadě, po které nesl i svůj název. Kvartet spolupracoval s tehdejšími významnými
swingovými orchestry jako byl orchestr Karla Vlacha, Melody Boys R. A. Dvorského, orchestr S. E. Nováčka.
Nazpívali např. vokály k písni Slunečnice v českém filmu Hotel Modrá hvězda.
Po roce 1948 měli omezenou možnost vystupování.

## Složení
- Bora Kříž
- Antonín Pečenka
- Josef Schmiedt
- Josef Benda
- Petr Kašpar

## Film
- Těžký život dobrodruha (1941) … pěvecký sbor
- Hotel Modrá hvězda (1941) … pěvecký sbor
- Adam a Eva (1940) … pěvecký sbor